# Bonkoro III
Bonkoro III Ukambala (1865-1925) fue un rey del pueblo benga de la zona de Cabo San Juan y la bahía de Corisco. Recibió educación de los jesuitas españoles que estaban evangelizando la zona, especialmente Fernando Poo.
Su padre Bonkoro II murió en 1874 y Bonkoro III le sucedió, pero unos meses después los españoles abandonaron la zona. Dada la oposición de los bengas a su gobierno debido a la influencia española presente en el mismo, Bonkoro III abandonó el trono. Visitó Europa y América y sirvió en la marina de guerra española. En 1906 las dos partes del reino (Cabo San Juan y el norte de Corisco) se reunificaron bajo el reino de Santiago Uganda.
Según noticia publicada en el número de la revista La Guinea Española de los Padres Claretianos de 25 de junio de 1925, resulta que Bonkoro III falleció el 26 de mayo de 1925 a los 60 años de edad en el pueblo de Santomé.